# Cyperus pendulus
Cyperus pendulus är en halvgräsart som beskrevs av Henri Chermezon. Cyperus pendulus ingår i släktet papyrusar, och familjen halvgräs.
Artens utbredningsområde är Madagaskar. Inga underarter finns listade i Catalogue of Life.